# Hautevesnes
Hautevesnes é uma comuna francesa na região administrativa de Altos da França, no departamento de Aisne. Estende-se por uma área de 7,29 km². Em 2010 a comuna tinha 166 habitantes (densidade: 22,8 hab./km²).